# كأس العالم للسيدات تحت 20 سنة لكرة القدم 2008
كأس العالم للسيدات تحت 20 سنة لكرة القدم 2008 (بالإسبانية: Copa Mundial Femenina de Fútbol Sub-20 de 2008)‏ هو الموسم 4 من  كأس العالم للسيدات تحت 20 سنة لكرة القدم. أقيم خلال الفترة 2008 وحتى 7 ديسمبر 2008، وأشرف على تنظيمه الاتحاد الدولي لكرة القدم، وكان عدد الأندية المشاركة فيه  16، وفاز فيه منتخب الولايات المتحدة لكرة القدم للسيدات.